# Fob

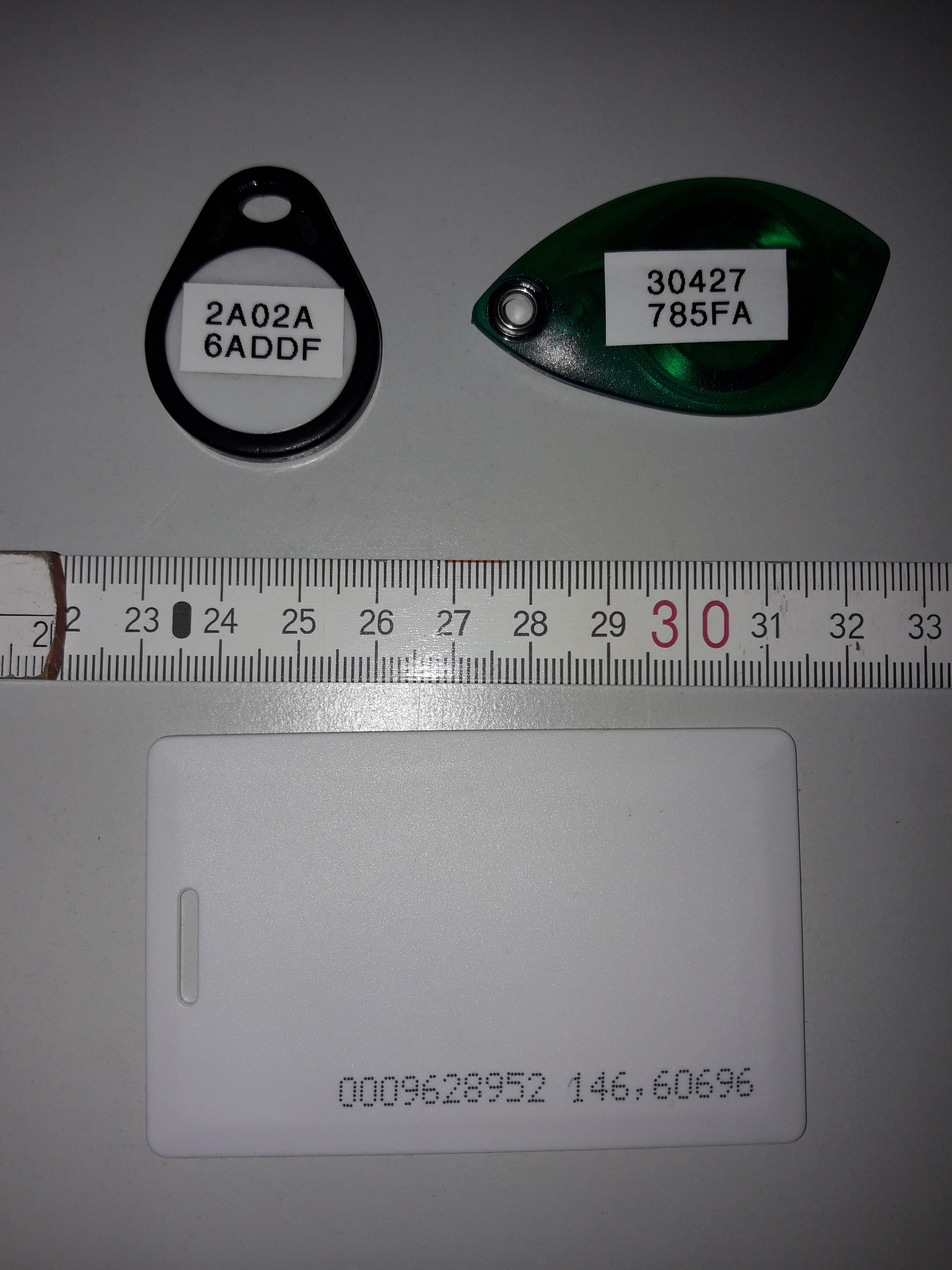
Drei verschiedene Fobs.

Ein Fob oder Key Fob ist ein Schlüsselanhänger, der einen passiven Transponder in Form eines RFID-Tokens enthält. Er wird meist in mechatronischen Schließanlagen eingesetzt.
Der Begriff stammt vom englischen Wort fob für Schlüsselanhänger.